# Pontocerebellaire hypoplasie type 2
Pontocerebellaire hypoplasie type 2 (PCH-2) of Volendamse ziekte is een genetische aandoening waarbij de kleine hersenen (het cerebellum) ernstig onderontwikkeld zijn. Het gevolg hiervan is dat patienten vanaf jonge leeftijd lijden aan een ernstige cognitieve en lichamelijke beperking.

## Symptomen
Patiënten hebben ernstige verstandelijke beperkingen. Door de schade aan het cerebellum, dat het uitvoeren van bewegingen controleert, hebben patiënten met PCH-2 grote problemen met de aansturing van hun spieren. Vaak kunnen ze weinig of geen bewuste bewegingen uitvoeren, en zijn er slikproblemen. Ook vertonen ze allerlei ongecontroleerde bewegingen als dyskinesie of chorea (dit worden extrapiramidale symptomen genoemd). Er is geen genezing mogelijk. De meeste patiënten sterven voor hun 10e jaar.

## Genetica
PCH2 is een autosomaal recessieve aandoening die in 1979 als eerste door Peter Barth werd beschreven, waarbij ook de bovengemiddelde incidentie in Volendam werd opgemerkt. In 2008 werden in een onderzoek van de AMC-afdeling Neurogenetica in samenwerking met het Cologne Center for Genomics genmutaties aangetoond die ten grondslag liggen aan de aandoening. De meeste patiënten zijn homozygoot voor een puntmutatie in positie 307 van het enzym TSEN54 waarbij het aminozuur Alanine gewijzigd is in Serine. Het gen TSEN54 ligt op chromosoom 17. Deze bevindingen maken dragerschaptest en prenatale DNA-diagnostiek mogelijk. Jaarlijks laten ongeveer 200 Volendammers zich testen.
Onderzoek onder Europese patiënten wees uit dat alle patiënten hoogstwaarschijnlijk afstammen van een en dezelfde voorouder. De ziekte is volgens de onderzoekers zeker 10 tot 12 generaties oud.
PCH-2 staat ook wel bekend als de Volendamse ziekte. Dit komt omdat de aandoening relatief veel voorkomt in Volendam. 1 op de 7 Volendammers is drager, en de kans op PCH2 is 1 op 250 geboortes terwijl dat voor de Nederlandse bevolking 1 op 180.000 is. Binnen deze hechte gemeenschap huwen mensen vaak onderling. Als beide (gezonde) ouders drager van de PCH-2 mutatie zijn, heeft een kind 25% kans op de afwijking, 50% op (gezond) dragerschap en 25% zonder de mutatie.
Genetisch onderzoek onder de Volendamse bevolking met een kinderwens resulteerde in een substantiële afname van het aantal patiënten, tot het niveau waarop Trouw in 2017 zelfs berichtte dat de Volendamse ziekte uit Volendam aan het verdwijnen is.

## Pathofysiologie
De hersenen van patiënten met PCH-2 worden gekenmerkt door korte cerebellaire folia (plooien) met weinig vertakking (hypoplasie), waarbij de vermis het minst is aangedaan. Daarnaast ziet men scherp begrensde gebieden waar de cortex cerebelli over de gehele dikte ontbreekt, segmentaal verlies van de nuclei dentati met gespaarde eilandjes, segmentaal verlies van de nucleus olivarius inferior, verlies van de nuclei pontis ventralis met bijna volledig ontbrekende transverse vezels door de pons. Over het algemeen is dus te zeggen dat de kleine hersenen veel kleiner zijn dan gemiddeld. De voorhoorncellen van het ruggenmerg zijn onaangedaan.